# Fanny (banda)
Fanny fue una banda de rock estadounidense conformada exclusivamente por mujeres, activa a principios de la década de 1970. Fue una de las primeras bandas notables conformada por mujeres y la tercera en firmar con un sello discográfico (después de Goldie & the Gingerbreads y Pleasure Seekers), y la primera en lanzar un álbum mediante un sello discográfico (en 1970). Lograron ubicar dos sencillos en el Top 40 en el Billboard Hot 100 y lanzaron cinco álbumes de estudio y un álbum en vivo.

## Miembros

### Alineación original
- Jean Millington: bajo, voz
- June Millington: guitarra, voz
- Nickey Barclay: teclados, voz
- Alice de Buhr: batería, voz

### Otros miembros
- Patti Quatro: guitarra, voz
- Brie Howard: batería, voz
- Cam Davis: batería
- Wendy Haas: teclados, voz
- Padi Moschetta: percusión, voz

## Discografía
- Fanny (1970; Reprise Records)
- Charity Ball (1971; Reprise Records)
- Fanny Hill (1972; Reprise Records)
- Fanny Live (1972; Slick Music)
- Mother's Pride (1973; Reprise Records)
- Rock and Roll Survivors (1974; Casablanca Records)
- First Time in a Long Time (2002; Rhino Records)